# Kevin Godley
Kevin Godley (ur. 7 października 1945 w Prestwich) – brytyjski kompozytor, perkusista, producent muzyczny, reżyser teledysków. W latach 1972–1976 i 1991–1992 był członkiem zespołu 10cc. Współautor takich przebojów jak: „Donna” (1972), „Rubber Bullets” (1973) „The Dean and I” (1973) „Clockwork Creep” (1974) i „Une Nuit A Paris” (1975). Po odejściu z zespołu wspólnie Lolem Creme’em utworzył duet Godley & Creme, który największe sukcesy odniósł w latach 80. produkując teledyski znanych artystów i zapoczątkowując technikę morfingu. Po rozpadzie duetu w 1988 roku rozpoczął działalność solową.

## Życiorys i kariera muzyczna

### Lata 50. i 60.
Kevin Michael Godley urodził się 7 października 1945 w Prestwich. W 1956 roku rozpoczął naukę w North Cestrian Grammar School w Altrincham. W dzieciństwie wspólnie z Grahamem Gouldmanem i Lolem Creme’em występował w lokalu żydowskiej organizacji młodzieżowej Jewish Lads’ Brigade w Manchesterze. Później występował jako perkusista w lokalnym zespole beatowym Group 17, mającego swoje korzenie w Jewish Lads’ Brigade. Edukację kontynuował w Manchester College of Art, a następnie w Ashton-under-Lyne College of Art i Stoke-on-Trent College of Art, który ukończył z dyplomem projektanta grafiki.
Pod koniec lat 60. Godley spotkał się z Grahamem Gouldmanem, Lolem Creme’em i Erikiem Stewartem w studio nagraniowym Strawberry. Muzycy rozpoczęli wspólne sesje. W grudniu 1969 roku podpisali umowę z amerykańskimi producentami Jerrym Kasenetzem i Jeffem Katzem, których wytwórnia, Super K Productions specjalizowała się w gatunku muzyki pop, określanym wtedy jako bubblegum pop (pop spod znaku gumy do żucia). Stewart, Godley, Creme i Gouldman pracowali przez trzy miesiące, pisząc i wydając piosenki pod różnymi nazwami, takimi jak: Ohio Express czy Crazy Elephant. Stewart, Godley i Creme pod nazwą Hotlegs nagrali singiel „Neanderthal Man”, wydany przez wytwórnię Pye i sprzedany w dwóch milionach egzemplarzy. 15 sierpnia 1970 roku doszedł do 2. miejsca na brytyjskiej liście Official Singles Chart Top 50.

### Lata 70. 10cc, Godley & Creme

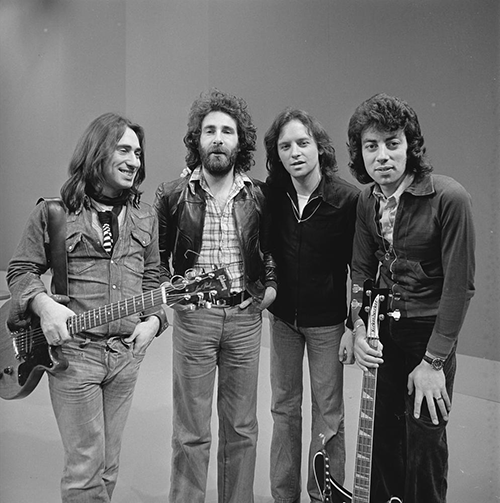
10cc w 1974 roku; stoją (od lewej): Lol Creme, Kevin Godley, Eric Stewart i Graham Gouldman

Latem 1972 roku Graham Gouldman doprowadził do powstania zespołu 10cc pozyskując do współpracy Erica Stewarta, Kevina Godleya i Lola Creme. W okresie 1972–1976 10cc zawojował łamy prasy rockowej, stając się jednym z najczęściej opisywanych zespołów tego gatunku w Anglii. Wydał serię przebojowych singli i albumów sprzedawanych na całym świecie. W ramach zespołu Godley współpracował z gitarzystą i klawiszowcem Lolem Creme pisząc wspólnie z nim szereg przebojów 10cc, takich jak: „Donna” (1972), Rubber „Bullets” (1973) „The Dean and I” (1973), „Clockwork Creep” (1974) i „Une Nuit A Paris” (1975). W listopadzie 1976 roku Godley i Creme opuścili 10cc tworząc duet Godley & Creme. Skonstruowali efekt gitarowy gizmotron o wielkich możliwościach brzmieniowych, umożliwiający gitarze tworzenie dźwięków o symfonicznej fakturze. Efekt stał się inspiracją dla realizacji ich debiutanckiego albumu Consequences z 1977 roku.

### Lata 80. Godley & Creme, działalność solowa
Największy komercyjny sukces i uznanie krytyki Godley i Creme osiągnęli w latach 80. jako pionierzy techniki wideo. Zrealizowali szereg teledysków, między innymi dla: The Police, Duran Duran, Herbiego Hancocka i Frankie Goes to Hollywood. W teledysku do ich własnego utworu „Cry” (1985), zaprezentowali po raz pierwszy technikę morfingu, polegającą na nakładaniu się dwóch twarzy. W 1988 roku muzycy wydali swój ostatni album, po czym poszli własnymi drogami.

### Lata 90. Działalność solowa, reaktywacja 10cc
W 1990 roku Godley zrealizował film One World One Voice, dokumentujący spotkania z różnymi muzykami, takimi jak: Sting, Peter Gabriel, Lou Reed, Robbie Robertson, Joe Strummer, Chrissie Hynde, David A. Stewart i Bob Geldof. Ukazał się też soundtrack z tego filmu. W 1991 roku zespół 10cc reaktywował się w oryginalnym składzie: Stewart, Gouldman, Godley i Creme, by nagrać album ...Meanwhile. Choć album został dobrze przyjęty w Europie i Japonii, to wkrótce po jego wydaniu Godley i Creme odeszli z zespołu, który w 1995 roku rozpadł się.

### XXI w.
W 2006 roku Godley skorzystał z zaproszenia Grahama Gouldmana i przystąpił do jego projektu GG/06, którego założeniem było tworzenie nowej muzyki. Efektem współpracy obu muzyków stało się napisanie 6 piosenek, które następnie zostały udostępnione do pobrania jako pliki audio w formacie FLAC i MP3.
W 2018 roku Godley otrzymał tytuł Doctor of Arts przyznany mu przez Staffordshire University. Godley jest absolwentem wydziału grafiki w Stoke-on-Trent Regional College of Art (jednej z trzech szkół wyższych, które połączyły się w 1971 roku, tworząc North Staffordshire Polytechnic, obecnie Staffordshire University).
W 2019 roku zrealizował dla potrzeb trasy koncertowej GG/06 nowe teledyski do piosenek „Son Of Man” i „I’m Not in Love”. Zapowiedział również, iż przygotowuje się do wydania swojego debiutanckiego filmu fabularnego, noszącego roboczy tytuł The Gate, poświęconego życiu Orsona Wellesa.
5 lutego 2019 roku ukazał się nowy solowy album Godleya, Muscle Memory.